# زواج الأطفال في الهند

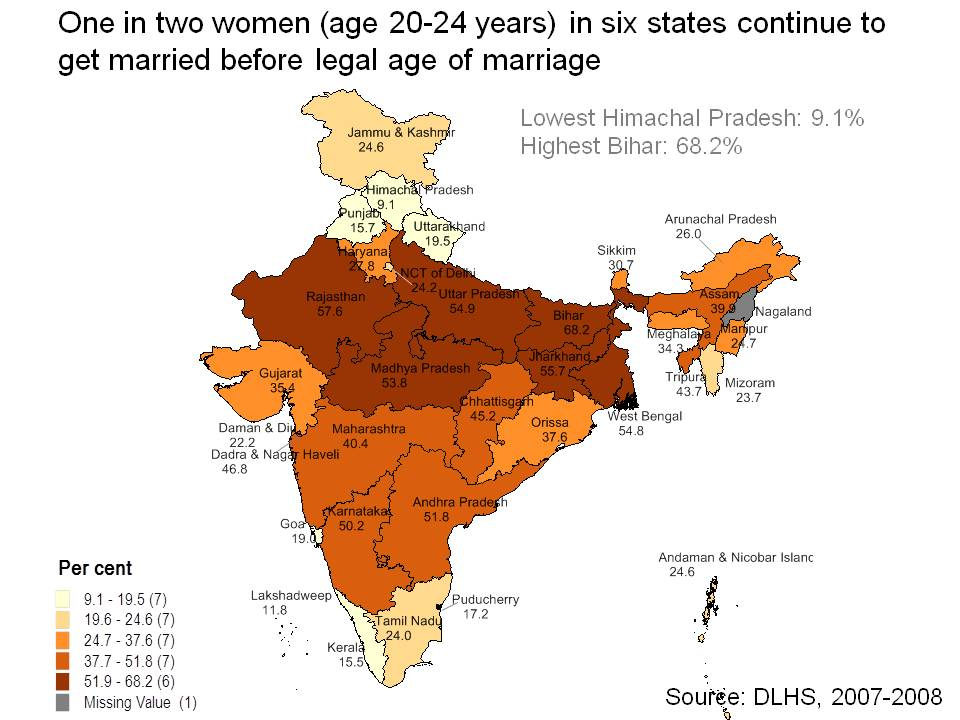

زواج الأطفال في الهند، وفقًا للقانون الهندي، هو زواج يكون فيه عمر الإناث أقل من 16 عامًا أو عمر الذكور أقل من 21 عامًا. وتتضمن معظم زيجات الأطفال حالات من الدعارة أو الاسترقاق الجنسي أو قد يتضمن طرفًا ينتمي للأقليات المعرضة للخطر وغير المتعلمة، ويعيش كثير منهم في ظروف اجتماعية واقتصادية سيئة.
كانت زيجات الأطفال منتشرة في الهند في الماضي القريب. تتباين تقديرات المصادر إلى حد كبير حول المدى الذي يفضي إليه زواج الأطفال ونطاقه. قدرت منشورات المركز الدولي للبحوث المتعلقة بالمرأة ومنشورات اليونيسيف معدل زواج الأطفال في الهند بنسبة 47 ٪ بناءً على دراسات استقصائية صغيرة في عام 1998، بينما أفادت الأمم المتحدة بأنها 30 ٪ في عام 2005. قام مشروع التعداد في الهند بإحصاء وتسجيل عدد النساء المتزوجات ورتبهن على أساس العمر، فتبين أن نسبة الإناث في زواج الأطفال منذ عام 1981 كانت تنخفض نسبتها في كل تعداد، والذي يُجرى كل 10 سنوات. في تقرير تعداد عام 2001، أعلنت الهند عن عدم وجود فتيات متزوجات دون سن العاشرة، 1.4 مليون فتاة متزوجة من بين 59.2 مليون فتاة تتراوح أعمارهن بين 10 و14 عامًا، و11.3 مليون فتاة متزوجة من بين 46.3 مليون فتاة تتراوح أعمارهن بين 15 و19 عامًا. منذ عام 2001، هبطت معدلات زواج الأطفال في الهند مرة أخرى بنسبة 46 ٪، حيث بلغت نسبة زواج الأطفال في جميع أنحاء البلاد 7 ٪ بحلول عام 2009.  تمتلك ولاية جهارخاند أعلى نسبة لزواج الأطفال في الهند (14.1 ٪)، في حين أن ولاية كيرالا هي الولاية الوحيدة التي ارتفعت فيها معدلات زواج الأطفال في السنوات الأخيرة. كانت معدلات زواج الأطفال في المناطق الريفية أعلى بثلاثة أضعاف من معدلات الهند المتمدنة في عام 2009. وتحديدًا بين من هم أقل من 18 سنة.
تم حظر زواج الأطفال في عام 1929 بموجب القانون الهندي. ومع ذلك، في العصر الاستعماري البريطاني، تم تحديد الحد الأدنى القانوني لسن الزواج عند 14 عامًا للفتيات و18 عامًا للأولاد. نتيجة لاحتجاجات المنظمات الإسلامية في الهند البريطانية غير المقسمة، صدر قانون بموجب الشريعة الإسلامية في عام 1937 سمح بزواج الأطفال في حال موافقة ولي أمر الفتاة. بعد الاستقلال واعتماد الدستور الهندي في عام 1950، خضع قانون زواج الأطفال لعدة تنقيحات. كان الحد الأدنى للسن القانونية للزواج، منذ عام 1978، هو 18 عامًا للنساء و21 عامًا للرجال. ولكن بمجرد أن يحصل زواج الأطفال، لا يمكن تقديم طعن ضده في المحكمة القانونية، على الرغم من أن الوالدين قد يتعرضان للمساءلة بسبب موافقتهم. تم الطعن في قوانين منع زواج الأطفال في المحاكم الهندية، خصوصًا من قبل بعض المنظمات الهندية المسلمة التي تسعى إلى إلغاء أي حد أدنى للسن وتفضل ترك مسألة السن لقانون الأحوال الشخصية. يعتبر زواج الأطفال موضوعًا سياسيًا نشطًا بالإضافة إلى كونه موضوعًا لقضايا لا تزال قيد المراجعة في المحاكم العليا للهند.
قدمت عدة ولايات في الهند حوافز لتأجيل الزيجات. على سبيل المثال، قدمت ولاية هاريانا ما يسمى ببرنامج Apni Beti)، (Apna Dhan في عام 1994، والذي يُترجم إلى «ابنتي، ثروتي». وهو برنامج تحويل نقدي مشروط مخصص لتأخير الزيجات الشابة من خلال تقديم سند حكومي مدفوع باسم البنت، يُدفع إلى والديها، بمبلغ 25,000 روبية هندية (360 دولار أمريكي)، بعد عيد ميلادها الثامن عشر إذا لم تكن متزوجة.

## تعريفات زواج الأطفال

### الهند
يعتبر زواج الأطفال موضوعا معقدا في القانون الهندي.

تم تعريفه من قبل قانون ضبط زواج الأطفال في عام 1929، حيث عيّن القانون الحد الأدنى لسن الزواج للرجال بعمر 18 عامًا والنساء بعمر 15 عامًا. أثار القانون الكثير من علامات الاستفهام لدى المسلمين، ثم حل محله قانون الأحوال الشخصية الذي ينطبق على المسلمين فقط في الهند البريطانية مع قانون تطبيق قانون الأحوال الشخصية وفقًا للشريعة الإسلامية لعام 1937، الذي لا يتضمن حدًا أدنى ويسمح بموافقة الوالدين أو الوصي في حالة الزواج على الطريقة الإسلامية. ينص القسم الثاني من قانون 1937 على التالي:
... أي حكم آخر من أحكام قانون الأحوال الشخصية، والزواج، وفسخ الزواج، بما في ذلك الطلاق، والإيلاء، والظهار، واللعان، والخلع، والمباراة، والنفقة، والقذف، والوصاية، والهدايا، صناديق وممتلكات الأمانة، والأوقاف (عدا الجمعيات والمؤسسات الخيرية والأوقاف الخيرية والدينية)، يؤول الحكم فيها عند الحالات التي تكون فيها كل الأطراف مسلمة لقانون الأحوال الشخصية للمسلمين (الشريعة)

-قانون تطبيق قانون الأحوال الشخصية الإسلامي (الشريعة) لعام 1937 
تم تعديل قانون عام 1929 الخاص بغير المسلمين عدة مرات بعد حصول الهند على استقلالها عن الحكم الاستعماري، خاصة في عام 1978 عندما تم رفع سن الزواج بمقدار 3 سنوات لكل من الرجال والنساء. لا تزال قابلية تطبيق زواج الأطفال بين المسلمين والسماح بها بموجب قانون عام 1937، وفقًا دستور الهند المعتمد في عام 1950، موضوعًا مثيرًا للجدل، وهنالك سلسلة من قضايا وأحكام المحكمة العليا في هذا الشأن.
تمخض آخر تحديث لتعريف زواج الأطفال من قبل الهند عن قانون حظر زواج الأطفال لعام 2006، والذي ينطبق على جميع الهنود باستثناء ولاية جامو وكشمير والمتمردين في إقليم بودوتشيري النقابي. بالنسبة للمسلمين في الهند، طالب البعض بتبني تعريف زواج الأطفال واللوائح المتعلقة به بالاستناد إلى الشريعة وأحكام النكاح كموضوع في قانون الأحوال الشخصية ولكن حكمت محاكم متعددة بأن القانون يُطبق على المسلمين أيضا. بالنسبة لجميع الآخرين، فإن قانون حظر زواج الأطفال لعام 2006 يعرّف «زواج الأطفال» بأنه الزواج الذي حصل، أو الزواج الذي على وشك أن يحصل، والذي يكون فيه أحد الطرفين المتعاقدين طفلًا؛ يتم تعريف الطفل لأغراض الزواج بناءً على جنس الشخص –إذا كان ذكرًا، فإنه يبلغ من العمر أقل من 21 عامًا، وإذا كانت أنثى فلها من العمر أقل من 18 عامًا.

### العالم
تعرّف اليونيسف زواج الأطفال بأنه زواج رسمي أو اتحاد غير رسمي قبل سن 18 عامًا. اقترحت هيئة الأمم المتحدة للمرأة أن يُعرّف زواج الأطفال بأنه زواج قسري لأنهم يعتقدون أن الأطفال دون سن 18 عامًا غير قادرين على إعطاء موافقة صالحة من الناحية القانونية.

## أصل وأسباب زواج الأطفال
في تقرير لصحيفة نيويورك تايمز عام 1998، ذكر علماء اجتماع أن بعض المجتمعات يعود أصلها إلى الغزوات الإسلامية. في الأساطير، اغتصب الغزاة الفتيات الهندوس غير المتزوجات أو حملوهن كغنيمة، مما دفع المجتمعات الهندوسية إلى تزويج بناتهن تقريبًا منذ ولادتهن لحمايتهن. يشير آخرون إلى أن زواج الأطفال كان شائعًا في كل مكان في العالم قبل القرن التاسع عشر.
في وقت سلطنة دلهي، كان الجو السياسي مضطربًا وحكمه السلاطين المسلمون في حكومة ملكية مطلقة. خلال هذه الفترة قام السلاطين بممارسات مثل زواج الأطفال وقللوا من وضع النساء أكثر.
تشير النصوص الدارماسوترية إلى أن الفتاة يجب أن تتزوج بعد بلوغها سن البلوغ.  في نصوص المانوسمريتي، يُعتبر الأب قد أخطأ بحق ابنته إذا لم يُزوِّجها قبل سن البلوغ وإذا لم تكن الفتاة متزوجة قبل بلوغها بثلاث سنوات، فيمكنها البحث عن زوج لها بنفسها. تنص فقرة باشيا التابعة لنصوص ميدهاتيتي على أن السن المناسب للزواج من الفتاة هو عند بلوغها ثماني سنوات من العمر، وهذا يمكن أيضا أن يُستنتج من المانوسمريتي. وفقا لنصوص تولكابيام، يجب أن يتزوج الولد قبل أن يبلغ السادسة عشرة من العمر والفتاة قبل أن تبلغ الثانية عشرة.